# Michael Krumm

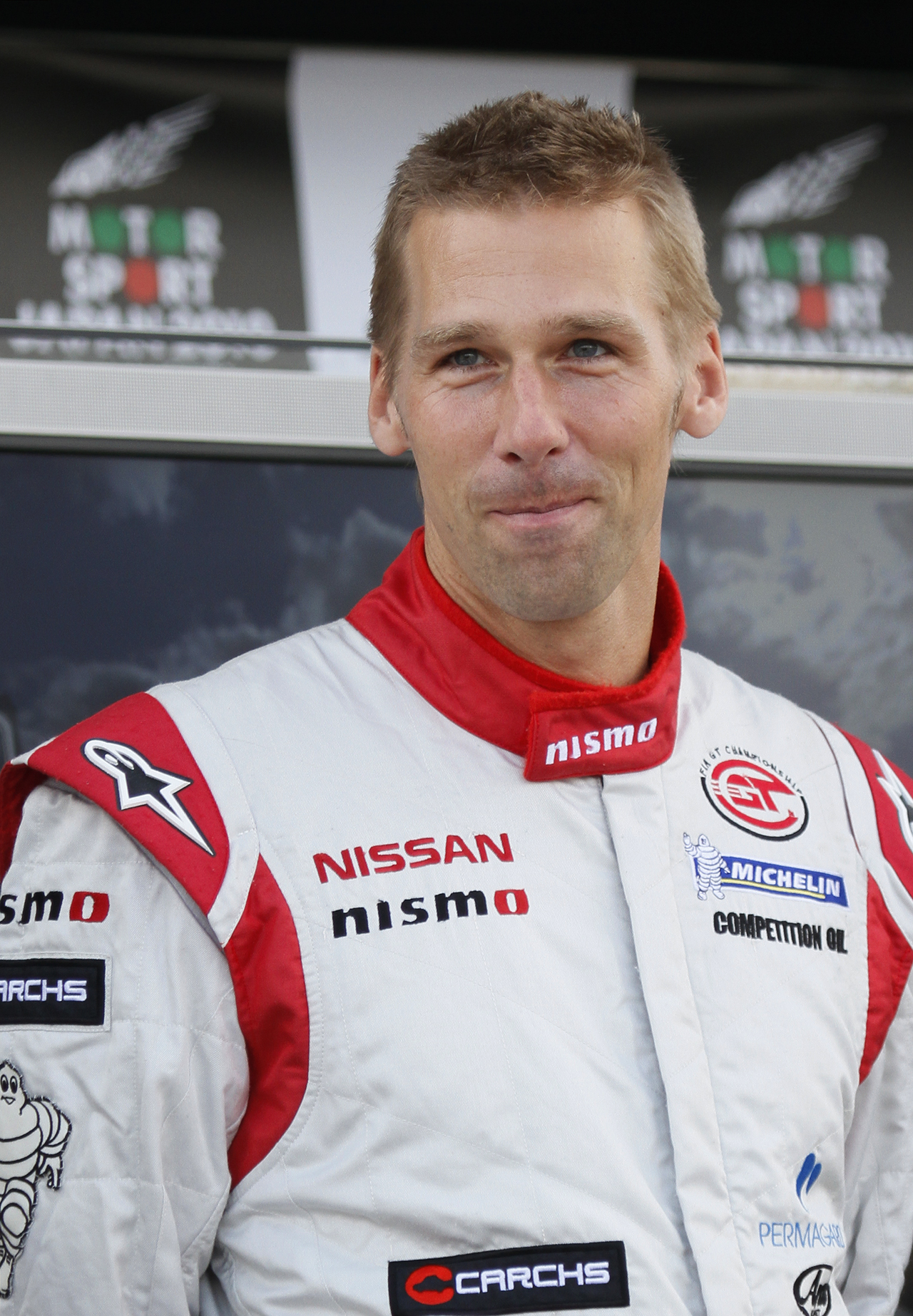
Michael Krumm (2010)

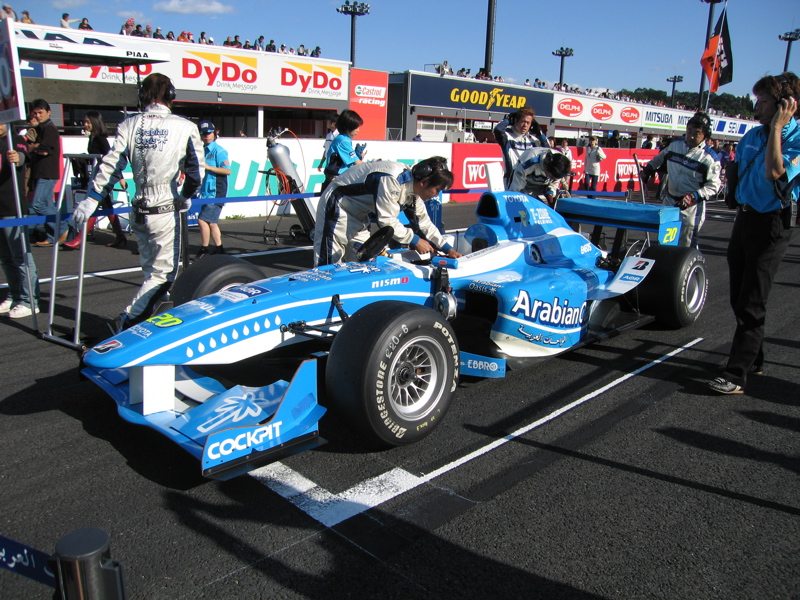
Krumms Formel-Nippon-Rennwagen 2007

Michael Krumm (* 19. März 1970 in Reutlingen) ist ein ehemaliger deutscher Rennfahrer und Gewinner der FIA-GT1-Weltmeisterschaft 2011.

## Karriere
Krumm begann seine Motorsportkarriere 1984 im Kartsport, in dem er bis 1987 aktiv war. 1988 wechselte er in den Formelsport und trat in der deutschen Formel Ford an. Nachdem er in seiner Debütsaison Fünfter geworden war, gewann er 1989 die Meisterschaft. Außerdem gab er sein Debüt in der deutschen Formel-3-Meisterschaft, in der er an einem Rennen teilnahm. 1990 wechselte er in die deutsche Formel Opel Lotus und sicherte sich einen weiteren Meistertitel. 1991 startete er in der Formel Opel Lotus Euroseries und belegte mit einer Podest-Platzierung den siebten Gesamtrang.
1992 wechselte er in die deutsche Formel-3-Meisterschaft zum Beru Zündtechnik Racing Team. Als Teamkollege des späteren Vizemeisters Marco Werner gewann Krumm ein Rennen und belegte am Saisonende den sechsten Gesamtrang. In der folgenden Saison bestritt er seine zweite vollständige Saison in der deutschen Formel-3-Meisterschaft für G+M Escom Motorsport. Der Deutsche erzielte vier Siege und wurde Vierter in der Fahrerwertung. Nur Jos Verstappen, der die Meisterschaft gewann, konnte mehr Rennen gewinnen. Darüber hinaus nahm er als Gastfahrer an zwei Rennen der italienischen Formel-3-Meisterschaft teil und gewann beide Läufe.
1994 verließ Krumm Europa und wechselte nach Japan, wo er in der japanischen Formel-3-Meisterschaft antrat. Er gewann sechs von zehn Rennen und entschied die Meisterschaft für sich. Außerdem nahm er an einigen Rennen der japanischen Tourenwagenmeisterschaft und der japanischen Formel 3000 teil. 1995 startete er in der japanischen Tourenwagenmeisterschaft und wurde mit einem Sieg Achter in der Fahrerwertung. Außerdem trat er erneut zu Rennen der japanischen Formel 3000 an. 1996 verbesserte der Deutsche sich auf den dritten Platz in der japanischen Tourenwagenmeisterschaft. In der japanischen Formel 3000, die ab dieser Saison Formel Nippon hieß, wurde er 14. In der folgenden Saison blieb Krumm in beiden Serien und wurde Zehnter in der japanischen Tourenwagenmeisterschaft und 16. in der Formel Nippon. Am erfolgreichsten war er in der All-Japan-GT-Meisterschaft, in der er den Meistertitel erzielte.
1998 wechselte er für ein Jahr zurück nach Deutschland und trat in der deutschen Supertourenwagenmeisterschaft an. Mit einer Podest-Platzierung belegte er den neunten Gesamtrang. Außerdem startete er beim 24-Stunden-Rennen von Le Mans, bei dem er den fünften Platz in der GT1-Klasse belegte. 1999 trat er in der LMP-Klasse zum 24-Stunden-Rennen von Le Mans an, erreichte aber nicht das Ziel. Außerdem kehrte er nach Japan zurück und wurde Fünfter in der Formel Nippon sowie Sechster in der All-Japan-GT-Meisterschaft. Er blieb in beiden Serien ohne Sieg. 2000 wurde er, obwohl er erneut kein Rennen gewinnen konnte, hinter Toranosuke Takagi Vizemeister der Formel Nippon. In der All-Japan-GT-Meisterschaft belegte er den achten Gesamtrang.
2001 startete Krumm zunächst bei zwei Rennen der nordamerikanischen CART-Serie. Anschließend kehrte er nach Japan zurück und wurde Siebter der Formel Nippon, sowie mit einem Sieg Neunter der All-Japan-GT-Meisterschaft. 2002 konzentrierte er sich auf sein Engagement in der All-Japan-GT-Meisterschaft und klassifizierte sich auf den zwölften Gesamtrang. Außerdem startete er bei zwei Formel-Nippon-Rennen und wurde im Team mit Marco Werner und Philipp Peter für Audi startend Dritter beim 24-Stunden-Rennen von Le Mans. 2003 trat er ausschließlich in der All-Japan-GT-Meisterschaft an und gewann, obwohl er keinen Sieg erzielte, zusammen mit Satoshi Motoyama den Meistertitel.
In den nächsten beiden Saisons konnte Krumm nicht mehr an den Titelgewinn anknüpfen und wurde in beiden Saisons Neunter in der Fahrerwertung. 2004 gewann er ein weiteres Rennen. Des Weiteren trat er 2005 in der LMP1-Klasse zum 24-Stunden-Rennen von Le Mans an. 2006 trat er abermals in der GT-Meisterschaft an, die bereits 2005 in Super GT umbenannt worden war und belegte am Saisonende den vierten Gesamtrang. 2007 startete er erneut in der Super GT und wurde in dieser Saison Fünfter in der Gesamtwertung. Außerdem nahm er wieder an der Formel Nippon teil und belegte den zehnten Gesamtrang in dieser Serie. 2008 konzentrierte er sich wieder auf sein Engagement in der Super GT und wurde Siebter im Gesamtklassement.
2009 trat Krumm nur zu insgesamt sechs Rennen an. Viermal startete er in der FIA-GT-Meisterschaft und jeweils einmal in der Super GT und in der Le Mans Series. 2010 und 2011 fuhr er in der neu gegründeten FIA-GT1-Weltmeisterschaft, die er 2011 im Team mit Lucas Luhr gewinnen konnte.
Seit 2012 fährt Krumm wieder in der Super GT. 2012 belegte er dort im Team mit Satoshi Motoyama Platz 8. Außerdem nahm er im neu konzipierten Nissan DeltaWing am 24-Stunden-Rennen von Le Mans teil, wo er nach einem nicht selbst verschuldeten Unfall seines Teamkollegen Satoshi Motoyama nach 75 Runden ausschied.
2013 fuhr Krumm in GT500-Klasse der Super GT für Masahiko Kondōs Rennstall Kondo Racing an der Seite von Hironobu Yasuda auf einem Nissan GT-R. Das Team belegte den 13. von 15 Plätzen. In Le Mans startete Krumm im Team mit Jann Mardenborough und Lucas Ordoñez für Greaves Motorsport auf einem Zytek Z11SN und belegte den 9. Platz.
2014 und 2015 belegte Krumm zusammen mit Daiki Sasaki jeweils den 10. Rang in der Super GT. 2015 war Krumms letzte Saison in der Super GT; 2016 nahm er noch mit der GT3-Version des Nissan GT-R am 24-Stunden-Rennen auf dem Nürburgring teil und belegte dabei im Team mit Lucas Ordoñez, Kazuki Hoshino und Alex Buncombe den 11. Rang.
Ab 2016 war Krumm als Markenbotschafter von Nissan Motorsports International (Nismo) tätig, ab 2020 war er Berater für das GT500-Team von Nismo und Fahrtrainer für die Nismo Driving Academy. Zur Saison 2024 wechselte er zu Toyota und wurde Direktor des GT500-Teams TGR Team Deloitte TOM’S.
2011 veröffentlichte Krumm ein Buch mit dem Titel Driving on the Edge: The Art and Science of Race Driving; das Vorwort schrieb sein Kollege Pedro de la Rosa.

## Persönliches
Von Dezember 2001 bis September 2016 war Krumm mit der japanischen Tennisspielerin Kimiko Date verheiratet, die in dieser Zeit unter dem Namen Date-Krumm antrat.

## Statistik

### Karrierestationen
- 1984–1987: Kartsport
- 1988: Deutsche Formel Ford (Platz 5)
- 1989: Deutsche Formel Ford (Meister)
- 1990: Deutsche Formel Opel Lotus (Meister)
- 1991: Formel Opel Lotus Euroseries (Platz 7)
- 1992: Deutsche Formel-3-Meisterschaft (Platz 6)
- 1993: Deutsche Formel-3-Meisterschaft (Platz 4)
- 1994: Japanische Formel-3-Meisterschaft (Meister)
- 1995: Japanische Tourenwagenmeisterschaft (Platz 8), japanische Formel 3000
- 1996: Japanische Tourenwagenmeisterschaft (Platz 3), Formel Nippon (Platz 14)
- 1997: All-Japan-GT-Meisterschaft (Meister), japanische Tourenwagenmeisterschaft (Platz 10), Formel Nippon (Platz 16)
- 1998: Deutsche Supertourenwagenmeisterschaft (Platz 9)
- 1999: Formel Nippon (Platz 5), All-Japan-GT-Meisterschaft (Platz 6)
- 2000: Formel Nippon (Platz 2), All-Japan-GT-Meisterschaft (Platz 8)
- 2001: Formel Nippon (Platz 7), All-Japan-GT-Meisterschaft (Platz 9), CART (Platz 31)
- 2002: All-Japan-GT-Meisterschaft (Platz 12), Formel Nippon
- 2003: All-Japan-GT-Meisterschaft (Meister)
- 2004: All-Japan-GT-Meisterschaft (Platz 9)
- 2005: Super GT (Platz 9)
- 2006: Super GT (Platz 4)
- 2007: Super GT (Platz 5), Formel Nippon (Platz 10)
- 2008: Super GT (Platz 7)
- 2009: FIA-GT-Meisterschaft
- 2010: FIA-GT1-Weltmeisterschaft (Platz 9)
- 2011: FIA-GT1-Weltmeisterschaft (Meister)
- 2012: Super GT (Platz 8)
- 2013: Super GT (Platz 13)
- 2014: Super GT (Platz 10)
- 2015: Super GT (Platz 10)

### Le-Mans-Ergebnisse
| Jahr | Team                             | Fahrzeug             | Teamkollege        | Teamkollege      | Platzierung     | Ausfallgrund |
| ---- | -------------------------------- | -------------------- | ------------------ | ---------------- | --------------- | ------------ |
| 1998 | Nissan Motorsports International | Nissan R390 GT1      | Franck Lagorce     | John Nielsen     | Rang 5          |              |
| 1999 | Nissan Motorsport                | Nissan R391          | Érik Comas         | Satoshi Motoyama | Ausfall         | Motorschaden |
| 2002 | Audi Sport Team Joest            | Audi R8              | Philipp Peter      | Marco Werner     | Rang 3          |              |
| 2005 | Rollcentre Racing                | Dallara SP1          | Robert Verdoen-Roe | Harold Primat    | Ausfall         | Motorschaden |
| 2012 | Highcroft Racing                 | Nissan DeltaWing     | Marino Franchitti  | Satoshi Motoyama | Ausfall         | Unfall       |
| 2013 | Greaves Motorsport               | Zytek Z11SN          | Jann Mardenborough | Lucas Ordoñez    | Rang 9          |              |
| 2015 | Nissan Motorsports               | Nissan GT-R LM Nismo | Alex Buncombe      | Harry Tincknell  | nicht klassiert |              |

### Sebring-Ergebnisse
| Jahr | Team              | Fahrzeug    | Teamkollege  | Teamkollege  | Platzierung | Ausfallgrund    |
| ---- | ----------------- | ----------- | ------------ | ------------ | ----------- | --------------- |
| 2005 | Rollcentre Racing | Dallara LMP | João Barbosa | Didier Theys | Ausfall     | Getriebeschaden |